# Jacques Yver
Jacques Yver (* 1520 in Niort; † 1572 ebenda) war ein französischer Erzähler.

## Leben und Werk
Yver, der Rechtswissenschaft studiert hatte und 1556 Bürgermeister von Niort war, ließ sich von der Novellensammlung des in Agen gestorbenen Matteo Bandello anregen zu seinem Werk Le printemps (1572), das vor allem durch seinen bilderreichen realistischen Stil gefiel, zahlreiche Auflagen erlebte und seinerseits Vorbild wurde für L’Eté (1583) von Bénigne Poissenot.

## Werke
- Le Printemps d’Yver, hrsg. von Marie-Ange Maignan im Zusammenwirken mit Marie Madeleine Fontaine, Genf, Droz, 2015 (Titel mit Wortspiel auf printemps „Frühling“ und hiver „Winter“).

### Handbuchliteratur
- Robert Horville, Le XVIe Siècle 1494–1598, in: Histoire de la littérature française, hrsg. von Henri Mitterand, Paris 1988, S. 125–234 (hier: S. 221).
- Marie Madeleine Fontaine, « Yver, Jacques », in: Laffont-Bompiani. Le nouveau dictionnaire des auteurs de tous les temps et de tous les pays, Paris 1994, S. 2061–2062 (Reihe Bouquins).